# Branko Zebec
Branislav "Branko" Zebec (n. 17 de mayo de 1929 en Zagreb, Reino de Yugoslavia — † 26 de septiembre de 1988 en Zagreb, RFS Yugoslavia) fue un futbolista internacional y entrenador yugoslavo de Croacia. En su carrera como futbolista jugó como defensa en los dos grandes del fútbol serbio, el FK Partizan y en Estrella Roja de Belgrado. Con el Partizan ganó tres Copas de Yugoslavia (1952, 1954, 1957) y con el Estrella Roja ganó el campeonato nacional (1960).
Como entrenador dirigió al Hajduk Split, Bayern Munich y Hamburger SV con gran éxito. Un jugador muy versátil, destacó por sus capacidades físicas y la comprensión del juego. Zebec era de clase mundial ya sea en la izquierda o en el papel más defensivo del zaguero, a pesar de que era capaz de jugar en casi todas las posiciones en el campo. Es uno de los futbolistas con más partidos disputados con la selección de Yugoslavia.

## Estadísticas
| Carrera como jugador    | Carrera como jugador      | Carrera como jugador                                                          |
| Periodo                 | Club                      | Títulos                                                                       |
| ----------------------- | ------------------------- | ----------------------------------------------------------------------------- |
| 1951–1959               | Partizan Belgrado         | 1952 - Copa de Yugoslavia 1954 - Copa de Yugoslavia 1957 - Copa de Yugoslavia |
| 1959–1961               | Estrella Roja de Belgrado | 1960 - Liga de Yugoslavia                                                     |
| 1961–1963               | Alemannia Aachen          |                                                                               |
| 1963-1965               | Inter de Milán            |                                                                               |
| Carrera como entrenador |                           |                                                                               |
| Periodo                 | Club                      | Títulos                                                                       |
| 1966–1967               | NK Dinamo Zagreb          | 1967 - Copa de Ferias                                                         |
| 1968–1970               | FC Bayern Munich          | 1969 - Copa de Alemania 1969 - Bundesliga                                     |
| 1970–1972               | VfB Stuttgart             |                                                                               |
| 1972–1973               | Hajduk Split              | 1973 - Copa de Yugoslavia                                                     |
| 1974–1978               | Eintracht Brunswick       |                                                                               |
| 1979–1980               | Hamburger SV              | 1979 - Bundesliga                                                             |
| 1981–1982               | Borussia Dortmund         |                                                                               |
| 1982–1983               | Eintracht Frankfurt       |                                                                               |
| 1984                    | Dinamo Zagreb             |                                                                               |

- Datos: Q531378
- Multimedia: Branko Zebec / Q531378